# Манрике, Сильвия
Сильвия Манрике Перес (исп. Silvia Manrique Pérez; род. 6 марта 1973, Льодио, Страна Басков) — испанская хоккеистка на траве, полевой игрок. Олимпийская чемпионка 1992 года, участница летних Олимпийских игр 1996 года, двукратный серебряный призёр чемпионата Европы 1995 и 2003 годов.

## Биография
Сильвия Манрике родилась 6 марта 1973 года в испанском городе Льодио.
Начала играть в хоккей на траве в Льодио. Выступала за «Реал Сосьедад» из Сан-Себастьяна, в составе которого выиграла чемпионат и Кубок Испании. В дальнейшем защищала цвета «Клуб де Кампо» из Мадрида, с которым дважды становилась чемпионкой страны и трижды выигрывала Кубок.
В 1992 году вошла в состав женской сборной Испании по хоккею на траве на летних Олимпийских играх в Барселоне и завоевала золотую медаль. Играла в поле, провела 5 матчей, забила 1 мяч в ворота сборной Австралии.
В 1995 году завоевала серебряную медаль чемпионата Европы в Амстелвене.
В 1996 году вошла в состав женской сборной Испании по хоккею на траве на летних Олимпийских играх в Атланте, занявшей 8-е место. Играла в поле, провела 7 матчей, мячей не забивала.
В 2003 году выиграла серебряную медаль чемпионата Европы в Барселоне.
Имеет степень в сфере делового администрирования.
Награждена орденом Олимпийского комитета Испании.